# سارا كولاك
سارا كولاك، لاعبة قوى اختصاص رمي الرمح من كرواتيا، مواليد 22 حزيران (يونيو) 1995. وهي بطلة مسابقة رمي الرمح في الألعاب الأولمبية الصيفية 2016 في ريو دي جانيرو.

## وظيفتها كلاعبة
سارا بطلة وطنية ثلاث مرات، حاصلة على الميدالية البرونزية في بطولة العالم وبطولة أوروبا للناشئين. تأهلت للمشاركة في الألعاب الأولمبية الصيفية 2016 في ريو دي جانيرو حيث حصلت على الميدالية الذهبية في مسابقة رمي الرمح للسيدات مسجلة مسافة 66.18 متر.

## المنافسات الدولية
| العام        | المسابقة                                      | المكان                  | المركز       | حدث          | ملاحظة                            |
| تمثّل كرواتيا | تمثّل كرواتيا                                  | تمثّل كرواتيا            | تمثّل كرواتيا | تمثّل كرواتيا | تمثّل كرواتيا                      |
| ------------ | --------------------------------------------- | ----------------------- | ------------ | ------------ | --------------------------------- |
| 2012         | بطولة العالم للناشئين لألعاب القوى 2012       | برشلونة                 | 23 (خروج)    | رمي الرمح    | رمي الرمح سيدات - 48.15 متر       |
| 2013         | بطولة أوروبا لألعاب القوى للناشئين 2013       | رييتي                   | الثالث       | رمي الرمح    | رمي الرمح سيدات - مسافة 57.79 متر |
| 2014         | بطولة العالم للناشئين لألعاب القوى 2014       | يوجين (أوريغون)         | 3rd          | رمي الرمح    | رمي الرمح سيدات - مسافة 55.74 متر |
| 2014         | بطولة أوروبا لألعاب القوى 2014                | زيورخ                   | 21 (خروج)    | رمي الرمح    | رمي الرمح سيدات - مسافة 52.51 متر |
| 2016         | بطولة أوروبا لألعاب القوى 2016                | أمستردام                | الثالث       | رمي الرمح    | رمي الرمح سيدات - مسافة 63.50 متر |
| 2016         | ألعاب القوى في الألعاب الأولمبية الصيفية 2016 | ريو دي جانيرو، البرازيل | الأول        | رمي الرمح    | رمي الرمح سيدات - مسافة 66.18 متر |

## روابط خارجية
- سارا كولاك على موقع الاتحاد الدولي لألعاب القوى (الإنجليزية)
- سارا كولاك على موقع الاتحاد الأوروبي لألعاب القوى (الإنجليزية)
- سارا كولاك على موقع الدوري الماسي (الإنجليزية)
- سارا كولاك على موقع اللجنة الأولمبية الدولية (الإنجليزية)
- سارا كولاك على موقع أوليمبيديا (الإنجليزية)
- سارا كولاك على موقع اللجنة الأولمبية الكرواتية (مؤرشف) (الكرواتية)